# Good Angels Košice
Good Angels Košice (ve slovenském překladu jako Dobrí anjeli Košice) byl slovenský ženský basketbalový klub, který sídlil v Košicích ve stejnojmenném kraji. Založen byl v roce 2001 a navázal tak na tradici dřívějšího košického giganta VSS Lokomotívy, který zanikl v téže roce. S ziskem patnácti mistrovských titulů v řadě byl košický klub nejúspěšnějším ženským basketbalovým sdružením na Slovensku. Klub hrával, po kvalifikaci v národní lize, také v mezinárodní Eurolize žen, kde bylo největším úspěchem dosažení závěrečné Final Four v sezóně 2012/13. Good Angels podporovaly řadu charitativních projektů jako Dobrý anjel, Zober loptu, nie drogy, Weal for common apod. V roce 2013 získal kolektivní ocenění Športovec roka. Klubové barvy byly žlutá a modrá.
Klub zaniká v roce 2018 po zisku patnáctého mistrovského titulu v řadě. Rozhodl tak generální manažer Daniel Jendrichovský, který už dříve naznačoval nejistou budoucnost klubu. Vše se odehrálo kvůli novému slovenskému zákonu o sportu, který začal znemožňovat menším sportům existenci na profesionální úrovni. Zánik přišel i kvůli nedostatečné podpoře města Košice, které plánovalo zavřít domovskou halu klubu. Extraligová licence po jeho zániku připadla na klubu nezávisle fungující akademii Young Angels Košice.
Své domácí zápasy odehrával v Angels Aréně s kapacitou 2 500 diváků.

## Historické názvy
Zdroj:
- 2001 – Delta VODS Košice
- 2003 – Delta ICP Košice
- 2006 – K CERO VODS Košice
- 2007 – KOSIT 2013 Košice
- 2008 – Maxima Broker Košice
- 2009 – Dobrí anjeli Košice
- 2011 – Good Angels Košice

## Získané trofeje
- Slovenská basketbalová extraliga žen ( 15× )
  - 2003/04, 2004/05, 2005/06, 2006/07, 2007/08, 2008/09, 2009/10, 2010/11, 2011/12, 2012/13, 2013/14, 2014/15, 2015/16, 2016/17, 2017/18

## Umístění v jednotlivých sezonách
Zdroj:
Legenda: ZČ – základní část, červené podbarvení – sestup, zelené podbarvení – postup, fialové podbarvení – reorganizace, změna skupiny či soutěže
| Slovensko (2001 – 2018) |                      |           |           |          |                     |
| Sezóna                  | Název v ročníku      | Úroveň    | Soutěž    | ZČ       | Play-off            |
| 2001/02                 | Delta VODS Košice    | 1. úroveň | 1. liga   | 6. místo | Play-out (2. místo) |
| 2002/03                 | Delta VODS Košice    | 1. úroveň | 1. liga   | 2. místo | Finále              |
| 2003/04                 | Delta ICP Košice     | 1. úroveň | Extraliga | 1. místo | Vítěz               |
| 2004/05                 | Delta ICP Košice     | 1. úroveň | Extraliga | 1. místo | Vítěz               |
| 2005/06                 | Delta ICP Košice     | 1. úroveň | Extraliga | 2. místo | Vítěz               |
| 2006/07                 | K CERO VODS Košice   | 1. úroveň | Extraliga | 1. místo | Vítěz               |
| 2007/08                 | KOSIT 2013 Košice    | 1. úroveň | Extraliga | 1. místo | Vítěz               |
| 2008/09                 | Maxima Broker Košice | 1. úroveň | Extraliga | 1. místo | Vítěz               |
| 2009/10                 | Dobrí anjeli Košice  | 1. úroveň | Extraliga | 1. místo | Vítěz               |
| 2010/11                 | Dobrí anjeli Košice  | 1. úroveň | Extraliga | 1. místo | Vítěz               |
| 2011/12                 | Good Angels Košice   | 1. úroveň | Extraliga | 1. místo | Vítěz               |
| 2012/13                 | Good Angels Košice   | 1. úroveň | Extraliga | 1. místo | Vítěz               |
| 2013/14                 | Good Angels Košice   | 1. úroveň | Extraliga | 1. místo | Vítěz               |
| 2014/15                 | Good Angels Košice   | 1. úroveň | Extraliga | 1. místo | Vítěz               |
| 2015/16                 | Good Angels Košice   | 1. úroveň | Extraliga | 1. místo | Vítěz               |
| 2016/17                 | Good Angels Košice   | 1. úroveň | Extraliga | 1. místo | Vítěz               |
| 2017/18                 | Good Angels Košice   | 1. úroveň | Extraliga | 1. místo | Vítěz               |

## Účast v mezinárodních pohárech
Zdroj:
| Výkonnostní úrovně                                                              |
| superpohár – Superpohár v basketbalu žen                                        |
| 1. výkonnostní úroveň – Pohár mistrů evropských zemí, Euroliga v basketbalu žen |
| 2. výkonnostní úroveň – Pohár Ronchettiové, EuroCup v basketbalu žen            |

Legenda: EL – Euroliga v basketbalu žen, PMEZ – Pohár mistrů evropských zemí, EC – EuroCup v basketbalu žen, SP – Superpohár v basketbalu žen, PR – Pohár Ronchettiové
- EC 2003/04 – Základní skupina E (3. místo)
- EL 2004/05 – Osmifinále
- EL 2005/06 – Základní skupina C (6. místo)
- EC 2006/07 – Osmifinále
- EL 2007/08 – Základní skupina C (5. místo)
- EL 2008/09 – Osmifinále
- EL 2009/10 – Čtvrtfinále
- EL 2010/11 – Osmifinále
- EL 2011/12 – Osmifinále
- EL 2012/13 – Zápas o 3. místo (prohra)
- EL 2013/14 – Osmifinále
- EL 2014/15 – Základní skupina A (7. místo)
- EL 2015/16 – Základní skupina A (5. místo)
- EC 2015/16 – Čtvrtfinále
- EC 2016/17 – Čtvrtfinále
- EL 2017/18 – Osmifinále